# Trans World Radio
Trans World Radio (TWR) ist ein weltweit arbeitendes Rundfunk-Missionswerk. Es zählt zu den größten christlich-missionarischen Medienanbietern weltweit. Es wurde von US-amerikanischen Missionaren gegründet und strahlte seine erste Radiosendung am 24. Februar 1954 unter dem Namen Stimme von Tanger von Marokko in Richtung Europa aus.

## Geschichte

Logo des Senders

Logo von ERF International

Gründer der Radiomission war der amerikanische Missionar Paul Freed. Ziel dieses protestantischen Missionswerks war ursprünglich die Evangelisation Spaniens im Sinne einer Evangelikalen Theologie. TWR sollte dies in Form von christlichen Radiosendungen unterstützen, die zunächst über Kurzwelle in Englisch und Spanisch ausgestrahlt wurden. Da in Spanien unter Franco Ausländern der Aufenthalt im Land nie für lange Zeit erlaubt war, war der Sender-Standort Tanger in Marokko. Missionare aus Deutschland unterstützten diese Arbeit und so wurden 1956 erstmals deutschsprachige Sendungen aus Tanger ausgestrahlt.
Die in Tanger gesammelten Erfahrungen führten 1959 zur Gründung des Evangeliums-Rundfunks, der als deutschsprachiger Zweig von TWR gegründet wurde. Sitz dieses Senders ist Wetzlar. Gesendet wurde weiterhin auf Kurzwelle, da privater Rundfunk im deutschsprachigen Raum bis in die 1980er Jahre nicht erlaubt war. Die ERF-Zweige in Deutschland, Österreich und der Schweiz sind heute eigenständige Partner innerhalb von TWR.
Nach der Unabhängigkeit Marokkos musste TWR seinen Senderstandort in Tanger als Anhängsel der ehemaligen Kolonialmacht, verlassen. Das Missionswerk baute eine Kurzwellen-Sendestation im Fürstentum Monaco, die 1960 in Betrieb ging. Zusammen mit Radio Monte Carlo teilte sich das nun in Trans World Radio umbenannte Missionswerk Mittel- und Kurzwellensendeanlagen in Monaco.
Einige Jahre später baute das Missionswerk eigene Sendeanlagen an Standorten in Übersee. So eröffnete TWR zunächst eine Mittelwellen- und Kurzwellensendeanlage auf den Niederländischen Antillen zur Versorgung Lateinamerikas. Sendeanlagen auf Zypern, Guam, Sri Lanka, Swasiland, Südafrika und Armenien folgten in den 1970er, 80er und 90er Jahren.
Der Untergang der Sowjetunion in Osteuropa führte zu erheblichen Veränderungen für TWR. So war es möglich, Senderkapazitäten in Osteuropa anzumieten und Programme über lokale Radiostationen vor Ort auszustrahlen. 1992 startete TWR erste Sendungen über die leistungsstarken Sendeanlagen von Radio Tirana in Albanien – dem ersten offiziell atheistischen Land der Welt. Seit 1991 wurden Sendungen für den europäischen Teil Russlands über Radio 1 übertragen, nach dessen Einstellung über die Sender Majak („Leuchtturm“) und Junost („Jugend“) in Grigoriopol (heute Transnistrien) bis Ende 2007. Weitere Kurz- und Mittelwellensender gab es in Wertachtal bei Augsburg, Moosbrunn (Österreich), sowie in St. Petersburg und Tartu (Estland). Allein in Russland gab es 730 UKW- und Mittelwellen-Stationen in allen elf Zeitzonen, über die ERF und TWR in russischer Sprache sendeten.
TWR betreibt einen Relais-Sender (Mittelwelle) auf der Antilleninsel Bonaire.

## Radio Monte Carlo
In den frühen 1960er Jahren startete der private Senderbetreiber Radio Monte Carlo (RMC), lizenziert im Fürstentum Monaco mit dem Aufbau von leistungsstarken Mittelwellen- und Kurzwellen-Sendekapazitäten. Die Rundfunkmission TWR unterstützte Radio Monte Carlo dabei und teilte sich von Beginn an deren Mittel- und Kurzwellensendeanlagen. Der deutsche TWR-Partner Evangeliums-Rundfunks strahlte ebenfalls über die Anlage aus.
1970 schloss Radio Monte Carlo mit dem Staatsfunk von Zypern einen Vertrag zur Errichtung einer Mittelwellensendeanlage auf der Insel. Die Anlage sollte jedoch ausschließlich für Nordafrika und den Nahen Osten senden und vertraglich wurde eine Einschränkung vereinbart: Es durften keine Programme in griechischer und türkischer Sprache ausgestrahlt werden.
RMC baute am Kap Greco, an der Südostspitze Zyperns einen 600 kW starker Sender mit drei Sendemasten. Ab 1973 sendete RMC ein teils in Französisch, teils in Arabisch präsentiertes Programm namens „RMC Moyen Orient“. Das Programm wurde in Nordafrika schnell beliebt. Ab 1974 nutzte auch TWR die Anlage für Sendungen nach Nordafrika. RMC überließ die für sein Eigenprogramm weniger relevanten Randzeiten am frühen Morgen und späten Abend den christlichen Missionaren. RMC stellte 1996 die Sendungen aus Zypern ein und verkaufte die Anlage an Radio France Internationale. Unter der Trägerschaft der heutigen France Médias Monde wurde seit 2007 das Programm Monte Carlo Doualiya bis zur Abschaltung 2019 gesendet.

## Programm
Heute sendet TWR mit seinen nationalen Partnern rund 1.800 Stunden wöchentlich über 13 Großsender auf Mittel- und Kurzwelle. Zusätzlich strahlt man Programme über Satellit für Europa, Afrika, Asien und Südamerika aus. In mehr als 160 Ländern können heute Programme der Radiomission in über 190 verschiedenen Sprachen und Dialekten empfangen werden.

## Kooperationen
TWR ist Mitglied verschiedener evangelikaler Dachorganisationen in den Vereinigten Staaten und international; dazu zählen das Evangelical Council for Financial Accountability (ECFA), die Evangelical Press Association (EPA), die National Religious Broadcasters (NRB) und das International Orality Network (ION).